# Шевченко Анатолій Олександрович (чиновник)
Анато́лій Олекса́ндрович Шевче́нко (нар. 25 січня 1939, м. Павлоград Дніпропетровської області) — український фахівець у галузі громадського харчування, громадський діяч. Заслужений працівник торгівлі УРСР.

## Біографія
Закінчивши технікум громадського харчування, працював кухарем, а від 1967 року — директором Новомосковського тресту їдалень (Новомосковськ Дніпропетровської області).
1975 року закінчив інженерно-технологічний факультет Донецького інституту радянської торгівлі. 8 років працював начальником управління громадського харчування Дніпропетровського облвиконкому. Тричі обирався депутатом Дніпропетровської обласної ради.
У 1983–1990 роках працював начальником Головного управління громадського харчування — заступником Міністра торгівлі УРСР.
Після ліквідації Міністерства торгівлі УРСР був генеральним директором «Укртехносервіса», який виробляв і забезпечував усі торговельні організації України торговельним, технологічним і холодильним устаткуванням. Від 1995 року заступник, від 1997 року перший заступник голови Державної акціонерної компанії «Укрресурси».
1999 року земляки-дніпропетровці обрали Шевченка заступником голови правління — виконавчим директором Міжнародної громадської організації «Земляцтво Придніпров'я».

## Нагороди
Нагороджений орденом Жовтневої революції, двома орденами Трудового Червоного Прапора.